# Universität Südost-Norwegen
Die Universität Südost-Norwegen (norwegisch Universitetet i Søraust-Noreg), kurz USN, ist eine staatliche norwegische Universität. Sie entstand 2018 nach dem Zusammenschluss mehrerer Vorgänger und ist die jüngste und viertgrößte Hochschule Norwegens.

## Geschichte
Die Universität entstand durch den Zusammenschluss mehrerer Vorgänger-Hochschulen. Am 1. Januar 2016 entstand die Hochschule Südost-Norwegen durch die Vereinigung der Hochschule Telemark und der Hochschule in Buskerud und Vestfold. Letztere war 2014 aus der Hochschule Vestfold und der Hochschule Buskerud entstanden.
Durch Königliches Dekret vom 4. Mai 2018 wurde die Hochschule als volle Universität unter dem Namen Universität Südost-Norwegen anerkannt. Sie ist die jüngste Universität Norwegens. Geleitet wird sie Stand März 2025 von der Rektorin Pia Cecilie Bing-Jonsson. Im Herbst 2023 hatte die USN 17 256 Studierende und 1913 Mitarbeiter. Sie ist damit die viertgrößte Universität Norwegens.

## Campus
Die Universität erstreckt sich über die drei norwegischen Provinzen Buskerud, Telemark und Vestfold und verfügt über insgesamt  neun Campus: Bø, Drammen, Ringerike (im Ort Hønefoss), Kongsberg, Notodden, Porsgrunn, Rauland, Vestfold (im Ort Borre in der Kommune Horten) und seit 2024 außerdem Gol.
Der Campus Vestfold ist als einziger nicht nach der Kommune oder dem Ort des Standorts benannt, sondern nach dem Namen der früheren Hochschule und damit der Provinz. Nahe des Standorts in Borre liegt auch das Gräberfeld von Borre. Vestfold ist mit über 4000 Studierenden der größte Campus und Hauptsitz der Verwaltung.

## Fakultäten
Die USN gliedert sich in vier Fakultäten:
- Fakultät für Geistes-, Sport- und Erziehungswissenschaften (norwegisch Fakultet for humaniora, idretts- og utdanningsvitskap)
- Fakultät für Gesundheits- und Sozialwissenschaften (norwegisch Fakultet for helse- og sosialvitskap)
- Fakultät für Technik, Naturwissenschaften und Maritime Wissenschaften (norwegisch Fakultet for teknologi, naturvitskap og maritime fag)
- Hochschule für Wirtschaft (norwegisch Handelshøgskolen)

## Internationale Zusammenarbeit
Die USN ist seit 2022 Mitglied des Young European Research Universities Network (YERUN). Sie ist außerdem Teil der Hochschulallianz European Digital UniverCity (EDUC Alliance).